# Гедвига Гессен-Рейнфельс-Ротенбургская
Гедвига Гессен-Рейнфельс-Ротенбургская (нем. Hedwig von Hessen-Rotenburg; 26 июня 1748, Ротенбург-ан-дер-Фульда — 27 мая 1801, Франция) — герцогиня Буйонская.

## Биография
Гедвига родилась 26 июня 1748 года во дворце в Ротенбурге-на-Фульде в семье принца Константина Гессен-Ротенбургского и графини Софии Терезии Гедвигис Евы фон Штаремберг. Она была третьим ребёнком в семье. Помимо Гедвиги, в семье было ещё десять братьев и сестёр.
17 июля 1766 года в Карлсбурге Гедвига вышла замуж за принца де Тюренн и наследника суверенного герцогства Буйонского Жака Леопольда де Латур д’Овернь. Его родителями были герцог Буйонский Годфруа де Латур д’Овернь и принцесса Луиза Генриетта Габриэлла Лотарингская из дома Гизов.
Её муж жил в Наварре до революции и унаследовал престол от отца в 1792 году. Во время падения «старого режима» герцогство Буйонское было у него отобрано и присоединено к Франции в октябре 1795 года. Однако в 1800 году он вернул себе герцогство, но был вынужден выплатить долги в размере 3 миллионов ливров. В 1815 году герцогство вошло в состав нового Королевства Нидерландов.
Герцогиня Буйонская умерла в Париже 27 мая 1801 года.

## Награды
- — дама Благороднейшего ордена Звёздного креста (1766 г.)[2]